# Patrick Barth
Patrick Barth, né le 30 septembre 1949 à Forbach en France, est un footballeur français qui jouait au poste de gardien de but.

## Biographie
La carrière du joueur débute au sein du FC Metz, son club formateur, où il dispute de nombreux matchs de Division 1, le plus haut échelon du football français. En 1977, il rejoint La Sportive Thionvilloise et monte jusqu'en Division 2 avec son nouveau club. Suite à de nombreux soucis financiers, il quitte ce dernier pour rejoindre l'US Forbach, dans sa ville natale, en 1981. Il termine sa carrière à l'US Morsbach,.